# 內藤信正
內藤信正（日语：／ Naitō Nobumasa，1568年—1626年5月23日）是日本戰國時代至江戶時代初期的武將、譜代大名。近江國長濱藩第2代藩主、攝津國高槻藩藩主、山城國伏見藩藩主。父親是長濱藩初代藩主內藤信成。

## 生平
在永祿11年（1568年）出生，家中長男。天正12年（1584年），參加小牧長久手之戰，因功受德川家康讚賞。天正14年（1586年），成為大番頭。天正18年（1590年），參加小田原征伐。翌年（1591年），在討伐九戶政實之亂時從軍。
文祿4年（1595年），敘任從五位下紀伊守。慶長11年（1606年），移住至長濱城。慶長20年（1615年），在大坂之陣中，擔任尼崎城的守備。同年閏6月，移封至攝津國，並以高槻城為居所。元和3年（1617年），加增1萬石並成為伏見城城代，合計領有5萬石。元和5年，擔任大坂城代。寬永2年（1625年），知行移至近江、山城、紀伊。在翌年4月28日（1625年5月23日）於大坂城內死去。享年59歲。